# ناوشکن آکیشیمو
آکیشیمو (ناوشکن ژاپنی) (به انگلیسی: Japanese destroyer Akishimo) یک کشتی بود که طول آن ۱۱۹٫۱۵ متر (۳۹۰ فوت ۱۱ اینچ) بود. این کشتی در سال ۱۹۴۴ ساخته شد.